# My Collection
My Collection es el cuarto EP del cantante surcoreano Park Ji-hoon. Fue lanzado el 12 de agosto de 2021 por Maroo Entertainment y conciste de seis canciones, incluyendo el sencillo «Gallery».

## Antecedentes y lanzamiento
El 22 de julio de 2021, la compañía de Jihoon reveló que lanzaría un nuevo miniálbum en agosto. Cuatro días después, la primera imagen promocional del nuevo regreso fue publicada en las redes sociales de Jihoon, incluyendo la fecha de lanzamiento del disco y el título. El 29 de julio, el cantante publicó el cronograma de My Collection. Durante un showcase en lína el 12 de agosto, seis horas antes del lanzamiento de «Gallery» y el miniálbum, Jihoon dijo «[En este álbum], hay varias cosas que reflejan mis opiniones, incluidas las letras», luego añadió «Así como una colección solo se puede recopilar con tiempo y dedicación, pensé en hacer una colección de varias historias musicales que puedan expresarme».

## Promoción
Jihoon inició las promociones interpretando «Gallery» en programas musicales como Show Champion y Music Bank. El 28 de agosto, Jihoon realizó un concierto en línea llamado «2021 Park Ji-hoon Online Concert Your Collection» para promocionar el álbum, donde se reunió virtualmente con fanáticos de todo el mundo.

## Lista de canciones
Créditos adaptados de Melon.

| My Collection |                                |                      |                                                       |          |  |
| N.º           | Título                         | Letras               | Música                                                | Duración |  |
| 1.            | «Present on the stage (Intro)» | Tenzo, Kibi          | Tenzo, $$AM                                           | 1:08     |  |
| 2.            | «Gallery»                      | Tenzo, Kibi, Seolon  | Christian Fast, Gusten Dahlqvist, Jes Meinertz, Tenzo | 3:06     |  |
| 3.            | «Lost» (featuring Lil Boi)     | Jane, Lil Boi, Junny | Junny, Apro                                           | 3:16     |  |
| 4.            | «Strawberry»                   | Colde                | Colde, Apro                                           | 3:56     |  |
| 5.            | «I Wonder»                     | 1Take, Kibi          | 1Take, Tenzo                                          | 3:09     |  |
| 6.            | «Remember» (파도에게)          | Wwwave               | Wwwave                                                | 3:23     |  |
| 17:18         |                                |                      |                                                       |          |  |

## Posicionamiento en listas
| Lista (2021)         | Mejor posición |
| -------------------- | -------------- |
| Corea del Sur (Gaon) | 4              |